# Шанага
Шанага (рос. Шанага) — улус Бичурського району, Бурятії Росії. Входить до складу Сільського поселення Шанагінське.
Населення — 455 осіб (2015 рік).